# Бесплатная (нулевая) растаможка авто в Украине в 2022г.

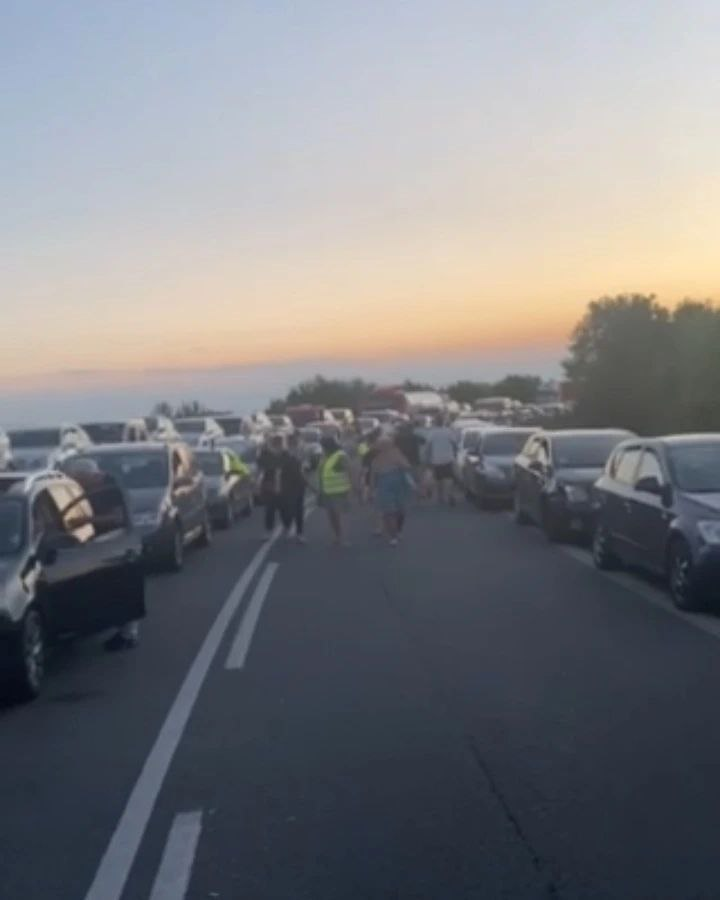
Очередь на границе Польши с Украиной в последние дни бесплатной растаможки 2022

Бесплатная (нулевая) растаможка авто в Украине в 2022 г. — льготный период, во время которого граждане Украины могут ввезти авто из-за рубежа в Украину, без оплаты основных таможенных платежей. Событие которое приобрело массовый характер и имеет большой резонанс в Украине. За неполных три месяца этой льготой воспользовались более двухсот тысяч человек.

## Предпосылки
В Украине много лет идет борьба активистов за доступную растаможку, которое вылилось в движение евробляха. Цель движения — добиться разрешения ввозить авто старше 5 лет и снижение таможенных платежей чтобы сделать авто более доступными. До этого растаможка авто в Украине была крайне проблемной и дорогостоящей. Благодаря акциям протеста частично удалось добиться успеха, было проведено две волны льготного оформления. Но в феврале 2022 года закончился льготный период, и растаможка опять стала не доступной для большинства украинцев.
После вторжения России в Украину 24.02.2022 были оккупированы значительные части страны, и продолжаются боевые действия по всей линии фронта. Самым распространенным способом покинуть зону боевых действий или оккупированную территорию стал автомобиль. Большое количество автомобилей используют в военных целях, также их используют волонтеры, для поставок необходимой гуманитарной помощи. Многие украинцы по пути из зон боевых действий получили серьёзные повреждения своих авто и большое количество было уничтожено полностью в следствии боевых действий. По данным министерства экономики Украины за первый месяц войны было уничтожено более 200 тысяч автомобилей.

## Законопроект № 7190
22.03.2022 по инициативе президента Украины Владимира Зеленского был внесен законопроект 7190, по которому граждане Украины получают право временно, с 01.04.2022 на период действия военного положения в Украине, ввезти авто из-за рубежа без уплаты акциза, пошлины и НДС.
Данный законопроект был поддержан профильным комитетом Верховной Рады..

## Голосование
24.03.2022 на 7 сессии 9 созыва, Верховная Рада Украины приняла данный законопроект. За проголосовали — 353 депутата, против — 0, воздержалось — 0, не голосовали — 36

## Вступление закона №2142-IXв силу
05.04.2022 документ 2142-IX был подписан президентом Владимиром Зеленским и вступил в силу.

## Процедура льготного оформления и возникающие проблемы
После отмены таможенных платежей, процедура оформления автомобилей ввозимых из-за рубежа не изменилась, единственное отличие это отсутствие платежей за акциз, пошлину и НДС.
Во избежание помех ввозу гуманитарной помощи, для таможенного оформления авто Кабинет Министров Украины определил только 3 КПП: Устилуг, Грушив, Малый Березный. Это вызвало огромные пробки, так как они не могли справиться с потоком машин. Но уже через месяц поток авто уменьшился и загруженность на границе была не больше обычной.
Также на процесс растаможки повлиял и тот факт, что страна находится в военном положении и мужчины призывного возраста не могут покинуть страну Получилась ситуация, когда доставить авто из-за границы могут либо женщины, либо мужчины старше 60-ти лет, а также небольшое количество мужчин с инвалидностью, многодетные отцы и опекуны.

## Количество ввезенных авто за льготный период
За неполных 3 месяца в Украину было ввезено 211 тысяч автомобилей по льготной процедуре.
По данным народного депутата Железняка за первый месяц льготы, в Украину завезено более 100 тысяч авто.
Средний возраст авто 14 лет при средней цене от 2000 до 5000$.
Рейтинг самых популярных авто выглядит следующим образом:
1. Volkswagen Passat — 5654 авто;
2. Volkswagen Golf — 4542;
3. Skoda Octavia — 3483;
4. Audi A6 — 2414;
5. Volkswagen Touran — 2309;
6. Renault Megane — 2302;
7. Audi A4 — 2282;
8. Opel Zafira — 2088;
9. Ford Focus — 1863;
10. Opel Astra — 1782 .

## Отмена бесплатной растаможки, законопроект № 7418 закон #2323-IX
Уже через месяц действия данного закона, лобби крупного автомобильного бизнеса начали продвигать отмену этого закона мотивируя убытками от действия данной льготы для бюджета страны и создаваемыми очередями на границе от потока ввозимых авто. Были предприняты попытки принять сразу целый ряд законопроектов который отменял действие льготы либо полностью, либо частично. Так появились законопроекты: 7311, 7468, 7418.
21.06.2022 Верховная рада проголосовала сразу в двух чтениях законопроект 7418 который отменяет действие льготы полностью с 01.07.2022.

## Последствия отмены льготы и развитие событий
Сразу после голосования за отмену льготы, на границы хлынули тысячи автомобилей что вызвало гигантские пробки, в которых люди стояли по 4-5 дней.
На 29.06.2022 закон не подписан президентом Украины и ещё не вступил в силу. На границах все ещё большие очереди из автомобилей которые едут под растаможку. Если закон будет подписан, то все эти люди будут вынуждены либо оплатить полную стоимость таможенных платежей, либо вывезти авто из Украины в течение 10 дней, что невозможно так как данные авто уже сняты с учёта в странах регистрации. Активисты и общественные деятели обращаются к президенту с просьбой либо наложить вето на данный закон, либо подождать пока все автомобили которые подали предварительные декларации оформятся в Украине.
30.06.2022 в 10:45 Народный депутат Ярослав Железняк сообщил в своем телеграмм канале что президент Украины Владимир Зеленский подписал законопроект #7418 и он вступит в силу с 01.07.2022. Позже данная информация подтвердилась и на официальном сайте Верховной Рады Украины, документ #2323-IX вступил в силу. Что будет с автомобилями которые стоят на границе не комментируют.

## Обсуждения в обществе, Аргументы сторон за и против льготы
Сторонниками отмены бесплатной растаможки стали в первую очередь так называемые лобби крупного авто бизнеса который понес существенные убытки за время существования данного закона. Среди сторонников отмены закона 2142-IX был народный депутат Украины, Председатель Комитета Верховной Рады по вопросам финансов, налоговой и таможенной политики Гетманцев Данил, Народный депутат Ярослав Железняк, Народный депутат Марченко Людмила, и другие менее известные личности.
Среди сторонников продолжения льготной растаможки выступили эксперты Института исследований авторынка Украины, независимые обозреватели авторынка Украины Олег Кичук автор и ведущий канала AVTO_SPEAKER, общественные организации такие как Автоевросила, волонтеры и другие.
Сторонники отмены льготы ссылались на два фактора: первое это вызванные ажиотажем очереди на границе, из-за которых якобы не ввозилась вовремя гуманитарная помощь; и второе это убытки бюджета Украины от неуплаты налогов за растаможку авто и то что этим законом пользуются предприниматели для ввоза премиальных авто. Что касается первого то уже через месяц ажиотаж на границах снизился и количество ввозимых авто вернулось к довоенному времени. На второй фактор в котором сторонники отмены льготы ссылаясь на статистику количества ввозимых авто, назвали цифру убытков бюджета в 23.5 млрд гривен, ответил Институт исследований авторынка Украины опубликовав данные своих исследований. В своей разгромной статье они опубликовали данные таможни в которых четко видно, что с началом вторжения Российских Войск на территорию Украины в период за месяц март в Украину ввезли менее 2000 тысяч авто под растаможку, в то время как в обычные месяца количество ввозимых авто в среднем было 50 тысяч. Мало кто стремился ввезти в воюющую страну авто и заплатить за это непомерные налоги которые иногда превышали 300 % от цены авто. И только после принятия закона о льготе количество ввозимых авто приблизилось к среднему а потом и сровнялось с ним. Что касается ввоза элитных авто в той же статистике четко видно, что из более чем 200 тысяч авто самый большой процент 24 % это авто в цене от 1000 до 2000$ и только 348 единиц авто стоили более 50 тысяч$. Таким образом эксперты утверждают что сразу после отмены льготы количество импортируемых авто опять снизится до уровня 2000 авто в месяц, и никак не сможет наполнить бюджет. Это опровергает заявления о том что в бюджет Украины могли поступить эти 23.5 млрд гривен. Миф о большом количестве ввозимых «элитных» авто тоже опровергнуты вышеперечисленными данными.
Несправедливость начисления таможенных платежей при импорте автомобилей в Украину на наглядных примерах рассчитал авто обозреватель Олег Кичук. Из этих примеров можно сделать вывод что за новые (дорогие) автомобили, владельцы платят таможенные платежи в размере 30 % от цены за рубежом, в то время как за дешевые старые автомобили, которые пользуются наибольшим спросом у населения по причине доступности, приходится платить от 100 до 300 % от цены за рубежом.